# Franco Atchou
Koffi Franco Atchou (ur. 31 grudnia 1995 w Hédjégan) – togijski piłkarz występujący na pozycji pomocnika w Al-Quwa Al-Jawiya.
W reprezentacji Togo Franco Atchou zadebiutował 17 października 2015 roku w przegranym 0:2 meczu z Nigrem. Został powołany na Puchar Narodów Afryki 2017, jednak na turnieju w Gabonie nie rozegrał żadnego spotkania. Pierwszą bramkę w reprezentacji zdobył 13 października 2019 w meczu z Gwineą Równikową.